# Burton (Familienname)
Burton ist der Familienname folgender Personen:

## Namensträger

### A
- Abraham Burton (* 1971), US-amerikanischer Jazzmusiker
- Adam Burton (* 1972), australischer Baseballspieler
- Alan Burton (Fußballspieler, 1939) (* 1939), englischer Fußballspieler
- Alan Burton (Fußballspieler, 1991) (* 1991), englischer Fußballspieler
- Alan C. Burton (1904–1979), kanadischer Biophysiker
- Alfred William Burton (1882–1970), südafrikanischer Mediziner, Historiker und Africana-Sammler
- Amanda Burton (* 1956), britische Schauspielerin
- Andrew Burton (* 1974), australischer Snowboardfahrer
- Andy Burton (1884–1962), schottischer Fußballspieler
- Ann Burton (Johanna Rafalowicz; 1933–1989), niederländische Jazzsängerin
- Art Turk Burton (* 1949), US-amerikanischer Jazzmusiker
- Aubrey Burton-Durham (1906–1959), südafrikanischer Sprinter

### B
- Bernard W. Burton (1898–1991), US-amerikanischer Filmeditor
- Beryl Burton (1937–1996), englische Radrennfahrerin
- Ben Burton (* 1971), englischer Dartspieler
- Bill Burton (1915–1984), US-amerikanischer Diskuswerfer
- Buddy Burton (1890–1976), US-amerikanischer Blues- und Jazzmusiker

### C
- Charles Burton (Ringer) (* 1973), US-amerikanischer Ringer
- Charles E. Burton (1846–1882), irischer Astronom
- Charles Germman Burton (1846–1926), US-amerikanischer Politiker
- Charlotte Burton (1881–1942), US-amerikanische Schauspielerin
- Christopher Burton (* 1981), australischer Vielseitigkeitsreiter
- Clarence G. Burton (1886–1982), US-amerikanischer Politiker
- Cliff Burton (1962–1986), US-amerikanischer Rock-Bassist
- Corey Burton (* 1955), US-amerikanischer Synchronsprecher

### D
- Dan Burton (* 1938), US-amerikanischer Politiker
- Decimus Burton (1800–1881), englischer Architekt
- Denise Burton (* 1956), britische Radrennfahrerin
- Dennis Burton (* 1933), kanadischer Maler

### E
- Edward Burton (1790–1867), englischer Arzt und Zoologe
- Elaine Burton, Baroness Burton of Coventry (1904–1991), britische Politikerin
- Eldin Burton (1913–1981), amerikanischer Komponist und Pianist
- Eli Franklin Burton (1879–1948), kanadischer Physiker
- Emilie Hafner-Burton (* 1973), französisch-US-amerikanische Politikwissenschaftlerin und Hochschullehrerin
- Euan Burton (Judoka) (* 1979), schottischer Judoka
- Euan Burton (Musiker) (* 1985), schottischer Jazzmusiker

### F
- Frank Burton (Fußballspieler, 1865) (Frank Ernest Burton; 1865–1948), englischer Fußballspieler
- Frank Burton (Fußballspieler, 1868) (George Frank Burton; 1868–1935), englischer Fußballspieler
- Frank Burton (Fußballspieler, 1877) (Frank Burton; 1877–1955), englischer Fußballspieler
- Frank Burton (Fußballspieler, 1891) (Frank James Burton; 1891–??), englischer Fußballspieler
- Frederick Burton (Cricketspieler) (1865–1929), australischer Cricketspieler
- Frederick Burton (1871–1957), US-amerikanischer Schauspieler

### G
- Gabrielle Burton (1939–2015), US-amerikanische Schriftstellerin und Drehbuchautorin
- Gary Burton (* 1943), US-amerikanischer Jazzvibraphonist
- Geoffrey Burton (1886–??), britischer Hürdenläufer
- George Burton (* ≈1980), US-amerikanischer Jazzmusiker
- Graeme Burton (* 1971), neuseeländischer Strafgefangener

### H
- Harrison Burton (* 2000), US-amerikanischer Rennfahrer
- Harold Hitz Burton (1888–1964), US-amerikanischer Politiker und Jurist
- Harry Burton (1879–1940), britischer Fotograf
- Harry Burton (Offizier) (1919–1993), britischer Air Marshal
- Henry Burton (1866–1935), südafrikanischer Politiker
- Hilarie Burton (* 1982), US-amerikanische Schauspielerin
- Hiram R. Burton (1841–1927), US-amerikanischer Politiker
- Hutchins Gordon Burton (~1774–1836), US-amerikanischer Politiker

### I
- Ian Burton (Geograph) (* 1935), britisch-kanadischer Geograph und Umweltwissenschaftler
- Ian Burton (Dramaturg) (* 1942), britischer Dramaturg und Librettist
- Isabel Burton (1831–1896), britische Reiseschriftstellerin

### J
- Jack Burton (* 1919), US-amerikanischer Vielseitigkeitsreiter
- Jake Burton Carpenter (1954–2019), US-amerikanischer Snowboarder und Unternehmer
- James Burton (Ägyptologe) (1788–1862), britischer Ägyptologe
- James Burton (Gitarrist) (* 1939), US-amerikanischer Gitarrist
- James Burton III (* um 1980), US-amerikanischer Jazzmusiker und Hochschullehrer
- Jamie Burton-Oare, US-amerikanische Schauspielerin und Filmschaffende
- Jeff Burton (* 1967), US-amerikanischer Rennfahrer
- Jennifer Burton (* 1968), US-amerikanische Schauspielerin
- Jérémy Burton (* 1984), belgischer Radrennfahrer
- Jessie Burton (* 1982), britische Schriftstellerin
- Jim Burton (James Leslie Burton; 1961–2015), austro-kanadischer Eishockeyspieler, -trainer und -funktionär
- Joan Burton (* 1949), irische Politikerin
- Jonathan R. Burton (1919–2019), US-amerikanischer Generalmajor und Pferdesportler

- John Burton (Theologe) (1696–1771), englischer Geistlicher, Theologe und klassischer Gelehrter
- John Burton (Mediziner) (1710–1771), englischer Arzt und Antiquar
- John Burton (Schauspieler) (1904–1987), britischer Schauspieler
- John Burton (Skilangläufer) (1923–2014), US-amerikanischer Skilangläufer
- John Burton (Politiker) (1927–2022), kanadischer Politiker und Ökonom
- John Burton (Rennfahrer) (* 1941), britischer Autorennfahrer
- John Burton (Kanute) (* 1947), US-amerikanischer Kanute
- John A. Burton (1944–2022), britischer Naturschützer und Sachbuchautor
- John Hill Burton (1809–1881), schottischer Historiker
- John Lowell Burton (* 1932), US-amerikanischer Politiker
- John W. Burton (1906–1978), US-amerikanischer Filmproduzent und Kameramann
- John Burton (Dartspieler), walisischer Dartspieler
- Joseph R. Burton (1852–1923), US-amerikanischer Politiker

### K
- Kate Burton (* 1957), US-amerikanische Schauspielerin

### L
- Lance Burton (* 1960), US-amerikanischer Zauberkünstler
- Larry Burton (* 1951), US-amerikanischer Sprinter
- Laurence J. Burton (1926–2002), US-amerikanischer Politiker
- Leone Burton (1936–2007), britische Mathematikerin und Hochschullehrerin
- Leslie Burton (1882–1946), britischer Hürdenläufer
- LeVar Burton (* 1957), US-amerikanischer Schauspieler
- Lewis Burton (* 1992), britischer Tennisspieler
- Louis Burton (* 1985), französischer Weltumsegler

### M
- María Ruiz de Burton (1832–1895), mexikanisch-amerikanische Schriftstellerin
- Mark Burton (Politiker) (Richard Mark Burton; * 1956), neuseeländischer Politiker
- Mark Burton (Drehbuchautor) (* 1960), britischer Drehbuchautor und Regisseur
- Mark Burton (Fußballspieler, 1973) (* 1973), englischer Fußballspieler und -trainer
- Mark Burton (Fußballspieler, 1974) (* 1974), neuseeländischer Fußballspieler
- Mary Burton (1819–1909), schottisch-britische Sozial- und Bildungsreformerin
- Matt Burton (* 1988), australischer Triathlet und Ironman
- Matthew Burton (1949–2023), Filmschauspieler

- Maurice Burton (Zoologe) (1898–1992), britischer Zoologe
- Maurice Burton (Radsportler) (* 1955), britischer Radsportler
- Montague Maurice Burton (geb. 15. August 1885 in Kurkliai, Litauen, gest. 21. September 1952) eigentlich Meshe David Osinsky, britischer Unternehmer
- Mica Burton (* 1994), US-amerikanische Schauspielerin
- Michael Burton (Footballspieler) (* 1992), US-amerikanischer Footballspieler
- Michael Jay Burton (* 1947), US-amerikanischer Schwimmer, siehe Mike Burton
- Michael St Edmund Burton (* 1937), britischer Diplomat

### N
- Nick Burton (* 1975), englischer Fußballspieler
- Noah Burton (1896–1956), englischer Fußballspieler
- Norman Burton (1923–2003), US-amerikanischer Schauspieler

### O
- Ollie Burton (Fußballspieler, 1879) (Oliver Burton; 1879–1929), englischer Fußballspieler
- Ollie Burton (Fußballspieler, 1941) (Alwyn Derek Burton; * 1941), walisischer Fußballspieler

### P
- Pamela Burton (* 1948), US-amerikanische Landschaftsarchitektin
- Paul Burton (Fußballspieler, 1973) (* 1973), englischer Fußballspieler
- Paul Burton (Fußballspieler, 1985) (* 1985), englischer Fußballspieler
- Paul Burton (Fußballspieler, 1992) (1992–2016), bolivianischer Fußballspieler
- Peter Burton (1921–1989), britischer Schauspieler
- Philip Burton (Theaterleiter) (1904–1995), walisisch-amerikanischer Theaterleiter
- Philip John Kennedy Burton (1936–2023), britischer Ornithologe und Tierillustrator
- Phillip Burton (1926–1983), US-amerikanischer Politiker

### R
- Rahn Burton (1934–2013), US-amerikanischer Jazzmusiker
- Raymond S. Burton (1939–2013), US-amerikanischer Politiker
- Richard Burton (Golfspieler) (Dick Burton; 1907–1974), englischer Golfspieler
- Richard Burton (1925–1984), britischer Schauspieler
- Richard Edmund Clerke Burton (1938–2008), britischer Automobilrennfahrer
- Richard Francis Burton (1821–1890), britischer Afrikaforscher und Orientalist
- Robert Burton (Schriftsteller) (1577–1640), englischer Schriftsteller
- Robert Burton (Politiker) (1747–1825), US-amerikanischer Politiker
- Robert Burton (Leichtathlet) (1885–1950), US-amerikanischer Leichtathlet
- Robert Burton (Schauspieler) (1895–1962), US-amerikanischer Schauspieler
- Ron Burton (1934–2013), US-amerikanischer Jazzmusiker, siehe Rahn Burton

### S
- Sagi Burton (* 1977), englischer Fußballspieler von St. Kitts und Nevis
- Sala Burton (1925–1987), US-amerikanische Politikerin
- Sam Burton (1926–2020), englischer Fußballspieler
- Sarah Burton (* 1974), britische Mode-Designerin
- Scott Burton (1939–1989), US-amerikanischer Bildhauer und Performancekünstler
- Stephen Burton (* 1987), englischer Dartspieler
- Sylvanie Burton (* 1964), Politikerin und Friedensrichterin aus Dominica

### T
- T. J. Burton (* 1983), kanadischer Baseballspieler
- Tara Isabella Burton (* 1990), US-amerikanische Journalistin
- Tess Burton (1985), luxemburgische Politikerin
- Theodore E. Burton (1851–1929), US-amerikanischer Politiker
- Tim Burton (* 1958), US-amerikanischer Filmregisseur
- Tom Burton (* 1990), australischer Segler
- Tony Burton (1937–2016), US-amerikanischer Schauspieler
- Trevor Burton (Leichtathlet) (* 1943), britischer Stabhochspringer
- Trevor Burton (Musiker) (* 1944), britischer Gitarrist, Mitglied von The Move
- Trey Burton (* 1991), US-amerikanischer American-Football-Spieler

### V
- Virginia Lee Burton (1909–1968), US-amerikanische Illustratorin

### W
- William Burton (Mediziner) (1560–1623), englischer Mediziner
- William Burton (Antiquar) (1609–1657), englischer Politiker
- William Burton (Politiker, 1789) (1789–1866), US-amerikanischer Politiker, Gouverneur von Delaware
- William Burton (Golfspieler), US-amerikanischer Golfspieler
- William Burton (Politiker, 1888) (1888–1944), kanadischer Politiker
- William Burton (Schwimmer) (* 1941), australischer Schwimmer
- William Evans Burton (1804–1860), britischer Schauspieler, Dramatiker und Theatermanager
- William Frederick Padwick Burton (1886–1971), britischer Autor und Missionar
- William M. Burton (1865–1954), US-amerikanischer Chemiker
- William Shakespeare Burton (1824–1916), britischer Maler
- William Westbrooke Burton (1794–1888), australischer Politiker, Richter, Mitglied und Präsident des Legislativrates von New South Wales
- Willie D. Burton (* 19**), US-amerikanischer Tontechniker